# Генерал-інспектор винищувальної авіації Люфтваффе
Генерал-інспектор винищувальної авіації Люфтваффе (нім. Inspekteur der Jagdflieger) — посадова особа у німецькому Верховному командуванні Люфтваффе за часів Третього Рейху, відповідальну за підготовку, навчання, тренування та вироблення тактики застосування винищувальної авіації Повітряних сил. Не мав оперативного керівництва над усіма винищувальними ескадрами, частинами тощо.

## Інспектори винищувальної авіації
| #                                                                  | Фото | Ім'я (роки життя)                                                  | Військове звання  | Термін в посаді                       |
| ------------------------------------------------------------------ | ---- | ------------------------------------------------------------------ | ----------------- | ------------------------------------- |
| Інспектори винищувальної авіації (нім. Inspekteur der Jagdflieger) |      |                                                                    |                   |                                       |
| 1                                                                  |      | Роберт Ріттер фон Грайм (нім. Robert Ritter von Greim) (1892–1945) | оберстлейтенант   | 1 серпня 1935 — 20 квітня 1936        |
| 2                                                                  |      | Бруно Лерцер (нім. Bruno Loerzer) (1891–1960)                      | генерал-майор     | 1 квітня 1938 — 31 січня 1939         |
| 3                                                                  |      | Вернер Юнк (нім. Werner Junck) (1895–1976)                         | оберст            | 1 лютого 1939 — 4 червня 1940         |
| 4                                                                  |      | Курт-Бертрам фон Дерінг (нім. Kurt-Bertram von Döring) (1889–1960) | генерал-майор     | 19 грудня 1940 — 4 серпня 1941        |
| Генерали винищувальної авіації (нім. General der Jagdflieger)      |      |                                                                    |                   |                                       |
| 5                                                                  |      | Вернер Мьольдерс (нім. Werner Mölders) (1913–1941)                 | оберст            | 7 серпня — 22 листопада 1941, загинув |
| 6                                                                  |      | Адольф Галланд (нім. Adolf Galland) (1912–1996)                    | генерал-лейтенант | 5 грудня 1941 — 31 січня 1945         |
| 7                                                                  |      | Гордон Голлоб (нім. Gordon Gollob) (1912–1987)                     | оберст            | 31 січня — 8 травня 1945              |

### Інспектори підпорядкованих формувань винищувальної авіації
| #                                                                                               | Фото | Ім'я (роки життя)                                                 | Військове звання | Термін в посаді                  |
| ----------------------------------------------------------------------------------------------- | ---- | ----------------------------------------------------------------- | ---------------- | -------------------------------- |
| Інспектори денної винищувальної авіації (нім. Inspekteur der Tagjäger)                          |      |                                                                   |                  |                                  |
| 1                                                                                               |      | Гюнтер Лютцов (нім. Günther Lützow) (1912–1945)                   | оберстлейтенант  | 11 серпня 1942 — 17 грудня 1943  |
| 2                                                                                               |      | Йоганнес Траутлофт (нім. Hannes Trautloft) (1912–1995)            | оберст           | 17 грудня 1943 — 26 січня 1945   |
| 3                                                                                               |      | Вальтер Даль (нім. Walther Dahl) (1916–1985)                      | оберст           | 26 січня — 8 травня 1945         |
| Інспектори денної винищувальної авіації на Східному фронті (нім. Inspekteur der Tagjäger Ost)   |      |                                                                   |                  |                                  |
| 1                                                                                               |      | Йоганнес Траутлофт (нім. Hannes Trautloft) (1912–1995)            | оберстлейтенант  | 6 липня — 17 грудня 1943         |
| 2                                                                                               |      | Карл-Готтфрід Нордманн (нім. Karl-Gottfried Nordmann) (1915–1982) | оберст           | 9 лютого — 8 травня 1945         |
| Інспектори денної винищувальної авіації на Західному фронті (нім. Inspekteur der Tagjäger West) |      |                                                                   |                  |                                  |
| 1                                                                                               |      | Гюнтер Лютцов (нім. Günther Lützow) (1912–1945)                   | оберст           | 6 липня — 17 грудня 1943         |
| 2                                                                                               |      | Йозеф Пріллер (нім. Josef Priller) (1915–1961)                    | оберст           | 9 лютого — 8 травня 1945         |
| Інспектори нічної винищувальної авіації (нім. Inspekteur der Nachtjagd)                         |      |                                                                   |                  |                                  |
| 1                                                                                               |      | Йозеф Каммгубер (нім. Josef Kammhuber) (1896–1986)                | оберст           | серпень 1941 — 20 листопада 1943 |
| 2                                                                                               |      | Вернер Штрайб (нім. Werner Streib) (1911–1986)                    | оберст           | березень 1944 — 8 травня 1945    |